# Сухов, Александр Николаевич
Александр Николаевич Сухов (2 ноября 1917, Олтушево, Владимирская губерния — 21 декабря 1944, Латвийская ССР) — разведчик 497-й отдельной разведывательной роты, сержант — на момент представления к награждению орденом Славы 1-й степени.

## Биография
Родился 2 ноября 1917 года в деревне Олтушево (ныне — в Вязниковском районе Владимирской области). Окончил 5 классов. Работал в колхозе. Жил в Приморском крае.
В октябре 1939 года был призван в Красную Армию Калининским райвоенкоматом Приморского края. Службу проходил на Дальнем Востоке. С апреля 1942 года участвовал в боях с захватчиками. Воевал на Волховском, Ленинградском, 1-м, 2-м и 3-м Прибалтийском, 1-м Украинском фронтах.
14 января 1944 года в районе юго-восточнее деревни Копцы сержант Сухов с разведчиками перешел линию обороны противника, забросал гранатами блиндаж, уничтожил несколько противников, одного захватил в плен и доставил в часть. Был представлен к награждению орденом Красной Звезды.
Приказом по частям 239-й стрелковой дивизии от 19 января 1944 года сержант Сухов Александр Николаевич награждён орденом Славы 3-й степени.
В ночь на 24 июня 1944 года в районе деревни Дубровка сержант Сухов, действуя в группе разведчиков, в тылу противника уничтожил штаб воинской части и захватил ценные документы. На обратном пути разведчики выявили расположение 8 вражеских батарей, инженерных сооружений и размеры подходящих резервов на участке железной дороги Псков-Остров. При пересечении линии фронта был ранен, но ценные документы доставил в штаб. Группа вернулась без потерь. За этот поиск был представлен к награждению орденом Красного Знамени, представление ушло 27 июня.
Приказом по войскам 67-й армии от 7 июля 1944 года сержант Сухов Александр Николаевич награждён орденом Славы 2-й степени.
В июле 239-я стрелковая дивизия была переведена на Прибалтийский фронт и сведения о награждении запоздали. Поэтому 25 июля новый командир разведроты отправил по инстанциям новое представление все за тот же поиск 24 июня, но уже на орден Славы 2-й степени. На этот раз командир дивизии изменил статус награды на орден Славы 1-й степени. Таким образом за один и тот же бой разведчик Сухова получил два ордена.
Пока документы шли по инстанциям, бои продолжались, и в них разведчик Сухов ещё не раз отличился.
В ночь на 24 июля 1944 года сержант Сухов, действуя в составе группы, в районе северо-восточнее города Двинск захватил двух пленных и доставил их в штаб. Награждён орденом Красной Звезды. 23 августа 1944 года в разведке в районе деревни Ванаги, действуя в составе группы, гранатами уничтожил засевших в подвале одного из домов противников, захватил пленного с документами и доставил его в штаб. Был награждён орденом Отечественной войны 2-й степени.
Старший сержант Сухов погиб в бою 21 декабря 1944 года. Был похоронен на месте боя, позднее перезахоронен на братском кладбище в посёлке Вайнёде (область Круземе, Латвия).
Указом Президиума Верховного Совета СССР от 24 марта 1945 года за образцовое выполнение боевых заданий командования на фронте борьбы с немецкими захватчиками и проявленные при этом доблесть и мужество сержант Сухов Александр Николаевич награждён орденом Славы 1-й степени. Стал полным кавалером ордена Славы.
Награждён орденами Отечественной войны 2-й степени, Красной Звезды, Славы 1-й, 2-й и 3-й степеней.

## Память

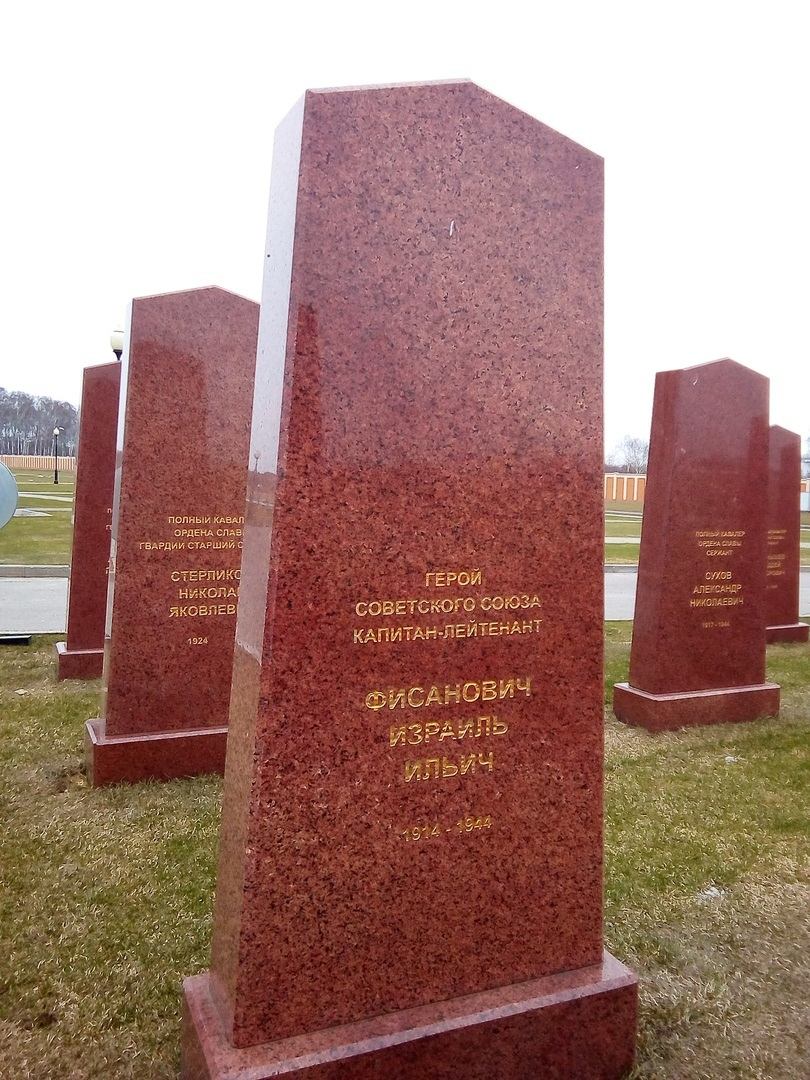
Кенотаф на Федеральном военном мемориальном кладбище

- В 2016 году на Федеральном военном мемориальном кладбище установлен кенотаф[1].